# قارچ بچه‌دان
قارچ بچه‌دان (نام علمی: Clavariadelphus) نام یک سرده از تیره قارچ‌های بچه‌دان است.